# Grassmoor
Grassmoor är en by i Derbyshire i England. Orten har 3 118 invånare (2001).